# Cristiano de Sousa
Cristiano de Sousa ou Christiano de Souza (Porto, 13 de março de 1862 — Rio de Janeiro, 30 de outubro de 1935), foi um juiz, ator, encenador e empresário português, radicado no Brasil.

## Biografia
Nasceu no Porto, a 13 de março de 1862, no seio de uma família abastada da aristocracia portuense, filho de Joaquim Alves de Sousa Guimarães e de sua esposa, Clara Maria Botelho de Lacerda Villaça Bacellar.
Bacharel em Direito pela Universidade de Coimbra, chegou a exercer a magistratura, abandonando a carreira e fazendo uso da sua fortuna para se dedicar ao teatro. Estreou-se no Teatro Nacional D. Maria II, a 1 de dezembro de 1893, partindo para o Brasil em 1897, organizando uma empresa teatral, juntamente com Lucinda Simões e Lucília Simões. Regressa esporadicamente a Portugal, onde se denota a sua presença na Companhia Rosas & Brazão, Companhia Lucinda Simões, Companhia do Teatro Gymnasio, Sociedade Artística do Teatro Nacional D. Maria II e Companhia Alves da Cunha, representando em vários teatros de Lisboa, Porto e Províncias.
Distinguiu-se nas peças A irmã, Georgette, Cyrano de Bergerac, A casa da boneca, Demi-monde, Teresa Raquin, A lagartixa, Zázá, Um pai pródigo, Tosca, Blanchette, O maior castigo, Fogueiras de S. João, Pouca sorte, A encruzilhada, Madame Flirt, O herói do dia, A Ressurreição, Francillon, O sub-prefeito de Chateau Buzard, El genero gordo, Madame Sans-Gêne, Último amor, O primeiro beijo, Os filhos, A tia Leontina, Filho de Coralia, Paixões passageiras, O rato azul, Miquette e sua mãe, A mulher do comissário. As surpresas do divórcio. Os irmãos unidos, etc.
António de Sousa Bastos descreve Cristiano de Sousa, na sua obra Diccionario do theatro portuguez (1908), da seguinte forma: "Deixou magnifica posição na magistratura para se entregar de todo o coração ao theatro, onde hoje é um disctintíssimo actor, um excellente ensaiador e um incansável emprezario. Em Lisboa, principalmente no theatro D. Amélia, no Porto, em muitas terras da provincia e em quasi todo o Brazil o seu nome é hoje bastante considerado e querido."
Homem refinado e apreciador do luxo, mandava fazer os seus fatos em Londres, fumava os melhores charutos, vivia no melhor hotel do Brasil à época, o Copacabana Palace, tendo muitos altos e baixos nas suas finanças.
Residiu nos últimos anos de vida no número 240 da Rua do Riachuelo. Faleceu no Hospital da Beneficência Portuguesa do Rio de Janeiro, a 30 de outubro de 1935, aos 73 anos de idade, vítima de insuficiência mitral. Encontra-se sepultado no Cemitério de São João Batista, no bairro de Botafogo, na mesma cidade.